# Magdalena Berus
Magdalena Berus (ur. 17 czerwca 1993 w Rudzie Śląskiej) – polska aktorka filmowa.
Od 2020 jest studentką Wydziału Aktorskiego Akademii Sztuk Teatralnych w Krakowie.

## Filmografia
| Rok       | Tytuł                          | Rola                     | Uwagi       |
| --------- | ------------------------------ | ------------------------ | ----------- |
| 2012      | Bejbi blues                    | Natalia                  |             |
| 2012      | Nieulotne                      | Karina                   |             |
| 2015      | Koniec                         | Magda                    |             |
| 2016–2018 | Druga szansa                   | Justyna Iwaniuk          |             |
| 2016      | Ciepło zimno                   |                          |             |
| 2016      | Pakt                           | Natalia Drabik           |             |
| 2016      | Szatan kazał tańczyć           | Karolina                 |             |
| 2018      | 7 uczuć                        | mama „Grubego”           |             |
| 2019      | Ultraviolet                    | Natalia, córka Henryka   | odc. 15, 17 |
| 2020      | Zenek                          | Sylwia                   |             |
| 2021      | Planeta singli. Osiem historii | siostra Bartka           | odc. 5      |
| 2024      | Gra z Cieniem                  | więźniarka Hanka Cześnik | odc. 2, 4   |

Źródło: Filmpolski.pl.

## Nagrody i nominacje
- 2013 – Nagroda dla najlepszej aktorki w Konkursie Polskich Filmów Fabularnych na Międzynarodowym Festiwalu Kina Niezależnego „Off Camera” za rolę w filmie Nieulotne, reż. Jacek Borcuch
- 2013 – Nagroda za najlepszy debiut aktorski na Festiwalu Filmów Fabularnych w Gdyni za rolę w filmie Bejbi blues
- 2013 – Nagroda dla najlepszej aktorki na Nyskim Festiwalu Filmowym za rolę w filmie Bejbi blues
- 2013 – Nagroda „Złoty Anioł” dla wschodzącego talentu europejskiego na Międzynarodowym Festiwalu Filmowym TOFIFEST
- 2014 – Nominacja do Nagrody im. Zbyszka Cybulskiego za rok 2013
- 2017 – Nagroda dla najlepszej aktorki w Konkursie Kina Europejskiego w Nicei za rolę w filmie Ciepło zimno, reż. Marta Prus
- 2017 – Nagroda dla najlepszej aktorki w Konkursie Polskich Filmów Fabularnych na Międzynarodowym Festiwalu Kina Niezależnego Off Camera w Krakowie za rolę w filmie Szatan kazał tańczyć, reż. Katarzyna Rosłaniec
- 2017 – Nagroda dla najlepszej aktorki na festiwalu Cinema Jove w Walencji za rolę w filmie Szatan kazał tańczyć
- 2017 – Nominacja do Nagrody Polskiego Kina Niezależnego im. Jana Machulskiego w kategorii: Najlepsza aktorka
- 2018 – Nominacja do nagrody im. Zbyszka Cybulskiego za rolę w filmie Szatan kazał tańczyć

Źródło: Filmpolski.pl.